# Zuzanów (zniesiona osada leśna)
Zuzanów – zniesiona nazwa osady leśnej w Polsce, położona w województwie mazowieckim, w powiecie otwockim, w gminie Sobienie-Jeziory.
Nazwa miejscowości została zniesiona z 2022 r.
W latach 1975–1998 miejscowość administracyjnie należała do województwa siedleckiego.